# Gelidocalamus subsolidus
Gelidocalamus subsolidus là một loài thực vật có hoa trong họ Hòa thảo. Loài này được W.T.Lin & Z.J.Feng mô tả khoa học đầu tiên năm 1990.